# Odinella nutrix
Odinella nutrix is een zeester met elf tot veertien armen uit de familie Brisingidae.
De wetenschappelijke naam van de soort werd in 1940 gepubliceerd door Walter Kenrick Fisher. De beschrijving was gebaseerd op drie exemplaren die op 25 maart 1926 waren verzameld in de oostelijke tak van de Cumberlandbaai in Zuid-Georgia, op een diepte tussen 179 en 235 meter (de typelocatie). Ander bestudeerd materiaal kwam van voor de monding van de Cumberlandbaai (120 - 250 meter), van ten zuiden van Zuid-Georgia (198 meter), van voor Deception, Zuidelijke Shetlandeilanden (525 meter) en van voor de kust van Patagonië (545 meter). Alle monsters waren verzameld vanaf het Engelse onderzoeksschip Discovery.
De naam "nutrix" verwijst naar de gespecialiseerde broedbuidels die vrouwtjes van deze soort aan het begin van elke arm vertonen.